# Zamieście (Lublin)
Pour les articles homonymes, voir Zamieście.
Zamieście (prononciation : [zaˈmjɛɕt͡ɕɛ]) est un village polonais de la gmina de Dorohusk dans le powiat de Chełm de la voïvodie de Lublin dans l'est de la Pologne, à la frontière avec l'Ukraine.
Il se situe à environ 7 kilomètres au nord-ouest de Dorohusk (siège de la gmina), 19 kilomètres à l'est de Chełm (siège du powiat) et 82 kilomètres à l'est de Lublin (capitale de la voïvodie).
Le village comptait approximativement une population de 140 habitants en 2006.

## Histoire
De 1975 à 1998, le village est attaché administrativement à la voïvodie de Chełm.

Depuis 1999, il fait partie de la voïvodie de Lublin.